# Legislación antiterrorista española

### Legislación antiterrorista en España
La legislación antiterrorista en España ha experimentado una evolución progresiva en respuesta a las distintas amenazas terroristas que ha afrontado el país, incluyendo tanto el terrorismo de índole nacional como el terrorismo yihadista. A lo largo del tiempo, el marco legal ha sido adaptado con el objetivo de dotar a las autoridades de instrumentos jurídicos y operativos eficaces para la prevención, investigación y represión de actos terroristas.
Esta normativa busca mantener un equilibrio entre la seguridad del Estado y la protección de los derechos fundamentales de los ciudadanos, conforme a los principios del Estado de derecho y los compromisos internacionales asumidos por España en materia de derechos humanos y cooperación antiterrorista. Una de las leyes clave en este ámbito es la Ley Orgánica 1/2015, de 30 de marzo, de reforma del Código Penal. Esta legislación introdujo modificaciones significativas en el Código Penal español en relación con los delitos de terrorismo. Amplió las penas y los delitos relacionados con el terrorismo, así como las medidas de seguridad y las penas accesorias para los condenados por estos delitos. Además, estableció disposiciones específicas para la prevención, investigación y enjuiciamiento de actos terroristas. 
Otra ley relevante es la Ley Orgánica 2/1986, de 13 de marzo, de Fuerzas y Cuerpos de Seguridad, que regula las competencias y funciones de las fuerzas de seguridad españolas en la lucha contra el terrorismo. Esta ley establece las bases para la cooperación entre las diferentes agencias de seguridad, así como la recopilación de inteligencia y la coordinación con organismos internacionales en la lucha contra el terrorismo. 
Además, la Ley Orgánica 9/2015, de 28 de julio, de Régimen de Personal de la Policía Nacional regula el régimen de personal de la Policía Nacional y establece medidas específicas para el reclutamiento, formación y capacitación de agentes especializados en la lucha contra el terrorismo. Esta ley busca garantizar que las fuerzas de seguridad estén debidamente capacitadas y equipadas para hacer frente a las amenazas terroristas. 
Por último, la controvertida Ley Orgánica 4/2015, de 30 de marzo, de protección de la seguridad ciudadana, comúnmente conocida como "Ley Mordaza", también tiene implicaciones en el ámbito anti terrorista. Esta ley introduce medidas para prevenir la radicalización y la incitación al terrorismo, así como para proteger la seguridad de los ciudadanos en caso de amenazas terroristas. En conjunto, estas leyes constituyen el marco legal que guía la actuación del Estado español en la lucha contra el terrorismo, equilibrando la protección de la seguridad nacional con el respeto a los derechos fundamentales de los ciudadanos.

## Origen y evolución de la Ley

### Antecedentes
Se ha calificado como primera ley anti terrorista española la Ley de 10 de julio de 1894, "sobre atentados contra las personas o daño en las cosas cometido por medio de aparatos o sustancias explosivas". También el 2 de septiembre de 1896 se promulgó una nueva ley antiterrorista, debiendo señalarse que, aparte de caracterizar los delitos terroristas como delitos cometidos con explosivos, apunta a la ideología política como elemento subyacente que configura los delitos como de terrorismo.
Existe un precedente más cercano de la actual Ley anti terrorista, salvando las obvias diferencias entre ambas, en la Ley 42/1971 de 15 de noviembre de 1971 que modificaba la "Ley de Orden Público" de 1959 y sometía el enjuiciamiento de los delitos considerados como terroristas al Código y a la jurisdicción militar si las acciones habían sido cometidas por "grupos u organizaciones con carácter de mayor permanencia" atribuyéndose a la jurisdicción ordinaria si se trataba de acciones "episódicas e individuales". Permitía a la policía dictar todo tipo de órdenes, prohibiciones y disponer cuanto sea necesario para la "seguridad ciudadana" y recabar de los particulares su ayuda y colaboración. Algunos autores califican la ley como la extensión a toda España de un "Estado de Excepción" permanente, pues "todos los derechos y libertades aparecen condicionados, limitados, restringidos y anulados por la intervención policial".  
El Código Penal de 1973 condenaba a reclusión menor: "al que integrado en una banda armada u organización terrorista o rebelde, o en colaboración con sus objetivos y fines, realizase cualquier hecho delictivo que contribuya a la actividad de aquellas, utilizando armas de fuego, bombas, granadas, sustancias o aparatos explosivos, inflamables o medios incendiarios de cualquier clase, cualquiera que sea el resultado producido; y a los promotores y organizadores, y quienes hubieren dirigido su ejecución."
En 1975, año de la muerte del dictador Franco, el terrorismo de ETA, que había asesinado a 44 personas hasta esa fecha, se había convertido en una prioridad. El 25 de abril se estableció el "estado de excepción" en las provincias vascas de Vizcaya y Guipúzcoa y el 22 de mayo se declara «materia reservada» toda la información concerniente al estado de excepción en Guipúzcoa y Vizcaya.
El 26 de agosto de 1975 el Gobierno aprobó una durísima "ley antiterrorista" mediante el Decreto-Ley 10/1975 de 26 de agosto, que posibilitaría el siguiente 27 de agosto el cierre de semanarios como Destino, Posible y Cambio 16, esta ley ampliaba la pena de muerte y se dirigía contra: 

"los grupos u organizaciones comunistas, anarquistas, separatistas y aquellos otros que preconicen o empleen la violencia como instrumentos de acción política y social (...) y a quienes, por cualquier medio, realizaren propaganda de los anteriores grupos u organizaciones que vaya dirigida a promover o difundir sus actividades, se les impondrá una pena correspondiente a tal delito en su grado máximo (...) los que, públicamente, sea de modo claro o encubierto, defendieren o estimularen aquellas ideologías ... serán castigados con la pena de prisión menor, multa de cincuenta mil a quinientas mil pesetas e inhabilitación especial para el ejercicio de funciones públicas y para las docentes, públicas o privadas"

A tres miembros de ETA condenados a muerte en el llamado "Juicio de Burgos", a los que se unieron en el mes septiembre ocho miembros del FRAP se les aplicó la ley anterior con efecto retroactivo y por ello fueron condenados a muerte. El 26 de septiembre, Franco presidió en consejo de ministros para discutir la posible suspensión de las ejecuciones de las once personas condenadas, dos de las cuales eran mujeres embarazadas. Finalmente, las mujeres y cuatro de los hombres fueron perdonados, pero los otros cinco condenados vieron confirmadas sus sentencias. Las ejecuciones tuvieron lugar el 27 de septiembre, en medio de una oleada de repulsas nacionales e internacionales. Trece países retiraron a sus embajadores de España. El 20 de noviembre de 1975 se comunicó oficialmente a la población la muerte del dictador.

### El Decreto-Ley sobre seguridad ciudadana
Aprobada la constitución española en diciembre de 1978, la Diputación Permanente del Congreso convalida, el 6 de febrero de 1979, el "Decreto-Ley sobre seguridad ciudadana" de junio del año anterior (conocido como "ley antiterrorista") con la oposición de socialistas, comunistas, Minoría Catalana y PNV que piden su derogación, por considerarlo anticonstitucional.
El 20 de diciembre de 1979, el Pleno del Congreso convalida, por un solo voto de diferencia, el anterior Decreto-ley que prorroga la Ley Antiterrorista.
El Tribunal Constitucional, el 17 de diciembre de 1987, declaró inconstitucionales cuatro preceptos de la entonces vigente ley antiterrorista que tipificaban la apología del terrorismo, preveían la prolongación de la detención gubernativa durante siete días, establecían la posibilidad de incomunicación del detenido sin previa decisión judicial y regulaban la clausura de medios de difusión en determinados casos.
El 17 de marzo de 1988, los partidos políticos Izquierda Unida y Euskadiko Ezkerra dan por roto el pacto sobre la ley antiterrorista acordado en el Congreso en noviembre de ese año por considerar que el Gobierno había roto dicho consenso al aprobar el traslado a las leyes ordinarias de algunas normas excepcionales de la ley antiterrorista.  .Archivado el 29 de septiembre de 2007 en Wayback Machine. La Ley 4/1988 instauraba la "incomunicación" del detenido y otorgaba al ministro del interior la posibilidad de intervenir las comunicaciones del "sospechoso" sin autorización judicial.  Archivado el 24 de marzo de 2007 en Wayback Machine.
Numerosas reformas posteriores han configurado la Ley Antiterrorista actual.

## Otras políticas antiterroristas
La ley antiterrorista no ha sido la única medida excepcional creada para la lucha del terrorismo, a ella deben añadirse otras modificaciones de dicho texto, medidas e interpretaciones legales que se aplican a terroristas:

### La "Ley Corcuera"
La Ley Orgánica 1/92 de 21 de febrero de 1992 de "protección de la seguridad ciudadana" fue aprobada el 15 de noviembre de 1991  y fue popularmente llamada "Ley Corcuera", por ser impulsada por éste ministro socialista y también fue denominada "ley de la patada en la puerta"  pues permitía el acceso a domicilios privados por parte de la policía si "sospecha" que se está cometiendo un delito, incluía la obligación de llevar el "Documento Nacional de Identidad" (DNI) y la posibilidad de ser "retenido" (que es diferente a ser "detenido") sin presencia de abogado en caso contrario. Dicha ley incluía disposiciones antidroga que según algunos autores tenían como fin disimular las restricciones de derechos que realizaba. El artículo 21.2 el más polémico de esa ley, relativo a la entrada en los domicilios sin autorización judicial, fue declarado nulo por el Tribunal Constitucional en su Sentencia 341/1993 de 18 de noviembre de 1993, dimitiendo el ministro promotor, aunque se mantuvo todo el resto de su articulado actualmente en vigor.

### La "Kale Borroka"
Al constatarse que los actos denominados de "terrorismo de baja intensidad" en la mayoría de las ocasiones estaban cometidos por menores de edad. Se reformó la Ley para que dichos menores fueran juzgados también por la "Audiencia Nacional" y se pudieran solicitar penas de hasta 18 años de prisión por esos actos.

### La "Ley de Partidos"
La modificación de la "Ley de partidos" que permitió la ilegalización de algunos partidos de la denominada "izquierda abertzale".

### La política penitenciaria
- La Ley Orgánica 7/2003 que aumentó la pena máxima para los terroristas de 30 a 40 años.

- La "política de dispersión carcelaria" por la que se procura el mantenimiento de los presos de ETA en centros penales de condena alejados de sus domicilios. De los más de 400 presos de ETA, solo poco más de una docena cumplen su pena en prisiones del País Vasco y Navarra.

- Clasificación automática en "primer grado" penitenciario de los presos de ETA. Habitualmente un preso ingresa en "segundo grado" que es el que limita menos su libertad.

- Imposibilidad de "adelantamiento de la libertad condicional": Ciertos beneficios penitenciarios no se aplican a condenados de ETA para intentar el "cumplimiento íntegro de las condenas" impuestas por terrorismo.

- La "Doctrina Parot", jurisprudencialmente, se adoptó el criterio de que los beneficios penitenciarios no se descontasen del máximo de años de cumplimiento sino de la pena total impuesta, lo que en definitiva anula esos beneficios. Solo es aplicable a los condenados en virtud de la legislación anterior a 1995. Inicialmente se planteó contra el citado miembro de ETA, pero su aplicación afecta por extensión a cientos de reclusos condenados antes de 1995.

## El sistema penal en España
Antes de explicar los cambios introducidos por la ley antiterrorista resumidamente expondremos las líneas básicas de un proceso penal común por delito en España:
Las reglas del procedimiento penal están reguladas por la Ley de Enjuiciamiento criminal que data del Real Decreto de 14 de septiembre de 1882, aunque ha sido muy modificada desde esa fecha.
La policía puede arrestar o retener para identificar a las personas sospechosas de haber cometido un delito que esté recogido en el actual Código Penal español de 1995. El tiempo de detención no podrá exceder de un máximo de 72 horas, tras el cual la policía deberá o poner al detenido en libertad o llevarlo ante el juez instructor, que será asistido por el Ministerio Público, representado por el fiscal.
En todo caso, legalmente, la detención policial "no podrá durar más del tiempo estrictamente necesario para la realización de las averiguaciones tendentes al esclarecimiento de los hechos".
El detenido tiene derecho a que esté presente un abogado de su elección en todas las declaraciones que efectúe ante la policía o ante el juez. Si no elige o conoce a ningún abogado que le asista, le será facilitado un abogado del turno de oficio (que forme parte de una lista aleatoria elaborada por el colegio de abogados). Si no puede pagar la minuta del abogado y demuestra insuficiencia de recursos económicos, su coste será asumido por el Estado (obteniendo así el beneficio de la justicia gratuita. (Un error frecuente consiste en creer que el abogado "de oficio" es gratuito). El acusado por delito también tiene derecho a no declarar y, si decide declarar, tiene derecho a no contestar a alguna de la preguntas que se le formulen, a ser asistido por un intérprete, ser reconocido por el médico forense, etc. El detenido podrá solicitar ser puesto a disposición inmediata del juez, procedimiento que se denomina de habeas corpus. El abogado velará porque se respeten los derechos mencionados.
El fiscal tiene una doble función que es garantizar el respeto de los derechos tanto de los acusados como de sus víctimas. Las víctimas por su parte pueden ejercer la acusación particular.
El juez del juzgado de instrucción decidirá sobre si procede la permanencia en prisión provisional del detenido hasta que se celebre el juicio o, en su caso, decide su "libertad sin cargos" o su "libertad provisional" pudiendo asegurar la presencia del acusado requiriéndole, por ejemplo, para que se presente ciertos días ante las autoridades o mediante el pago de una fianza. La instrucción del procedimiento es la fase en la que se investigan los hechos denunciados, pudiendo las partes personadas solicitar la prática de la prueba que consideren conveniente. En dicha fase instructora la persona a la que se le impute un delito ("imputado") deberá contar con un procurador que será su representante ante el Juzgado y que si no es elegido por el imputado, como en el caso del abogado, le será nombrado de oficio.
Finalizada esta fase, si dicho instructor aprecia indicios de delito, presentadas por escrito las acusaciones y el escrito de defensa de sus intereses, dictará un auto judicial por el que dará traslado de la causa a otro juez del Juzgado de lo Penal competente, que será el encargado de señalar la fecha para celebrar el juicio. En esa vista oral se practicará la prueba de la acusación y de la defensa y el juicio quedará visto para sentencia. Si el acusado resulta finalmente condenado, y no se recurre el pronunciamiento del juez, se ejecutará la sentencia. Si la pena es de menos de dos años el juicio podrá celebrarse en ausencia del acusado.

## Especialidades procesales en casos de terrorismo

### ¿Quién puede ser detenido en España como terrorista?
El artículo 571 del vigente Código Penal de 1995, define a los terroristas como:"los que perteneciendo, actuando al servicio o colaborando con bandas armadas, organizaciones o grupos cuya finalidad sea la de subvertir el orden constitucional o alterar gravemente la paz pública” cometan ataques contra edificios o infraestructura de transporte o comunicaciones mediante el uso de artefactos explosivos o mediante incendio que conlleve riesgo de lesiones o muerte." Esto está derogado por la Ley Orgánica 1/2015.
Por su parte, el artículo 572, condena a la pena de veinte a treinta años a quien: "perteneciendo, actuando al servicio o colaborando con las bandas armadas, organizaciones o grupos terroristas descritos en el artículo 571, cause la muerte de una persona."

### Terrorismo internacional
El Código Penal permite a los tribunales españoles considerar equivalentes las condenas en el extranjero por actividades relacionadas con bandas armadas a las condenas con arreglo al derecho español para poder considerar la reincidencia como un factor agravante.
El derecho español puede conocer de los actos delictivos cometidos en el extranjero según el artículo 23.4.b de Ley Orgánica del Poder Judicial (LOPJ) y el "Convenio Europeo sobre represión del Terrorismo", ratificado por España en 1980, existiendo Sentencias al respecto del Tribunal Supremo (como por ejemplo la de 29 de marzo de 1993 en el caso de un ciudadano sirio acusado de participar en el asesinato de un ciudadano norteamericano a bordo de un buque italiano o la Sentencia de la Sala de lo Penal de la Audiencia Nacional de 20 de septiembre de 1991).

### Competencia
Los delitos considerados de terrorismo no son competencia de los juzgados de instrucción de cada partido judicial, sino que son competencia de la Audiencia Nacional, que se encuentra en Madrid y fue creada en 1977 por el Real Decreto Ley 1/77 de 4 de enero, atribuyéndose por Real Decreto Ley 3/1977 de ese mismo día, el conocimiento de los delitos "cometidos por personas integradas en bandas armadas o relacionadas con elementos terroristas o rebeldes cuando la comisión del delito contribuya a su actividad, y por quienes de cualquier modo cooperen o colaboren con la actuación de aquellos grupos o individuos".  Archivado el 17 de octubre de 2017 en Wayback Machine. Desde entonces la "pertenencia a banda armada", o la colaboración con la misma, era castigada por sí misma como una modalidad penal agravada de "asociación ilícita".
La Audiencia Nacional se atribuye tras su creación el conocimiento de los delitos de terrorismo que antes de su creación correspondían a los Tribunales Militares, lo que fue considerado por algunos juristas como una "desmilitarización" de las causas por terrorismo, aunque por otros sectores se la consideró heredera del Tribunal de Orden Público franquista, siendo duramente criticada, por ejemplo, por el profesor Andrés de la Oliva quien dijo de ella que era "antidemocrática de nacimiento", o por Gregorio Peces-Barba que la calificó de "atentado a un derecho fundamental".
La Audiencia Nacional se compone de 4 salas: de Apelación, de lo Penal, de lo Contencioso-Administrativo y de lo Social (articulo 64 de la LOPJ).

### Detención
La detención durara el tiempo mínimo indispensable para esclarecer los hechos y poner a disposición judicial o en libertad al detenido.
El periodo de máximo de 72 horas tras el que un detenido debe ser puesto a disposición de un juez, se amplía para casos de terrorismo a cinco días.

### Incomunicación
Los sospechosos de terrorismo pueden ser recluidos tras su arresto en situación de incomunicación, que puede durar un máximo de 5 días. El instructor puede declarar el "secreto del sumario", por lo que las partes (salvo el Ministerio Fiscal) no tendrán a su disposición los resultados de las investigaciones que se realicen en la fase instructora hasta que aquél sea levantado por el instructor. 
Las personas detenidas en situación de incomunicación no tienen derecho a:
- Informar a familiares o una tercera persona de su elección sobre el arresto y el lugar de detención.
- Recibir y enviar correspondencia y otras comunicaciones.
- Recibir visitas de religiosos, médico privado, familiares, amigos o cualquier otra persona.

### Defensa jurídica
Durante el período de incomunicación, el detenido o imputado no tiene derecho a contratar a un abogado de su elección y su defensa será siempre encargada a un abogado del turno de oficio. El incomunicado tampoco podrá entrevistarse en privado con este abogado mientras dura la incomunicación.

## Causas en las que se ha aplicado
- ETA: Fue un grupo terrorista de España que ponía bombas y ejecutaban a políticos y a policías y militares
- GAL:
- Terrorismo islámico:  (enlace roto disponible en Internet Archive; véase el historial, la primera versión y la última). (enlace roto disponible en Internet Archive; véase el historial, la primera versión y la última).
- Movimiento anarquista: Archivado el 31 de diciembre de 2007 en Wayback Machine.
- Movimiento antifascista-
- periódicos: Euskaldunon Egunkaria
- sindicalismo:

## Oposición a la Ley
Los detractores de estas leyes opinan que son una restricción intolerable a los derechos humanos que se realizan con el pretexto de luchar con el terrorismo y que implican una intromisión ilegítima del Estado en las libertades individuales de los ciudadanos.
Diversos colectivos se han opuesto a dicha ley:
- Asociaciones: Human Rights Watch (HRW),[3] "Elkarri",[4] Amnistía Internacional[5][6] y otras[7]

- Partidos Políticos: ERC[8]

## La postura del Derecho Internacional
Las Organización de las Naciones Unidas dictó la Resolución 1373, de 28 de septiembre de 2001, por la que ordenó a todos los miembros de la ONU la adopción de medidas específicas para combatir el terrorismo y la creación del Comité Contra el Terrorismo (CCT) para verificar el cumplimiento de esta resolución.
La Resolución 1456 del Consejo de Seguridad de las Naciones Unidas, adoptada en enero de 2003, dispone que "los Estados deben cerciorarse de que las medidas que adopten para luchar contra el terrorismo cumplan todas las obligaciones que les incumben con arreglo al derecho internacional y adoptar esas medidas de conformidad con el derecho internacional, en particular las normas relativas a los derechos humanos y a los refugiados y el derecho humanitario"
Respecto de la incomunicación el derecho internacional no recoge ninguna prohibición de la detención en situación de incomunicación como tal, existe un consenso importante entre los organismos de derechos humanos de las Naciones Unidas de que puede dar lugar a graves violaciones de los derechos humanos y, por lo tanto, según algunos juristas, debería estar prohibido.
- El Convenio Europeo de Derechos Humanos (CEDH), ratificado por España en 1979, estipula que toda persona arrestada "deberá ser conducida sin dilación a presencia de un juez o de otra autoridad habilitada por la ley para ejercer poderes judiciales". Las personas detenidas en España tienen la posibilidad de recurrir en última instancia al Tribunal Europeo de Derechos Humanos, organismo encargado de interpretar y asegurar el cumplimiento del Convenio.

- El Comité de Derechos Humanos de la ONU, encargado de verificar la implementación del Pacto Internacional de Derechos Civiles y Políticos, ha emitido declaraciones autorizadas sobre la interpretación de la prohibición de la tortura contemplada en el artículo 7 del PIDCP. En la Observación General No.20, adoptado en 1992, el Comité recomienda que se adopten medidas contra el uso de la detención incomunicada. La Comisión de Derechos Humanos ha reafirmado repetidamente esta posición en una resolución de 2003, con la opinión de que “la detención incomunicada prolongada puede facilitar la perpetración de la tortura y puede en sí constituir una forma de trato cruel, inhumano o degradante o incluso de tortura”.[9]

- El Comité contra la Tortura de la ONU dijo en 2002 que estaba “profundamente preocupado” por el período de, entonces, cinco días de detención incomunicada en España, hoy 13 días, y declaró que “independientemente de los resguardos legales para decretarla, facilita la comisión de actos de tortura y malos tratos”. El Comité Europeo para la Prevención de la Tortura (CPT) ha declarado que cinco días de detención incomunicada antes de comparecer ante un juez puede ser incompatible con las obligaciones de España en virtud del derecho internacional y ha recomendado que “las personas incomunicadas se pongan sistemáticamente a disposición de un juez competente, antes de tomar la decisión de extender el período de detención por encima de las 72 horas.

- El Relator Especial de la ONU sobre la cuestión de la tortura, Theo van Boven, publicó un informe sobre España en febrero de 2004 en el que afirmó que “la detención incomunicada prolongada puede facilitar la práctica de la tortura y equivale en sí a una forma de trato cruel, inhumano o degradante”.[10]

El gobierno español objetó enérgicamente al informe de Van Boven “por carecer de base, rigor, fundamento y método”. En su respuesta oficial al informe, España declaró que durante 2002-2003, el 75% de las detenciones en situación de incomunicación duraron 72 horas y el 25% duraron cinco días y rechazó rotundamente la recomendación del Relator Especial de abrogar el régimen de incomunicación y argumento que: “el recurso, bajo control judicial, a la incomunicación de algunos detenidos sigue siendo importante en el aspecto operativo, ya que evita que se puedan destruir pruebas o indicios relevantes, desaparezcan medios empleados en atentados, la huida de cómplices o colaboradores, todo lo cual sucedía en el pasado a causa de la colaboración criminal de abogados próximos al entorno de ETA”.

## Documentos de consulta
- Informes realizados por la organización humanitaria "Human Rights Watch"

- "Legislación antiterrorista comparada después de los atentados del 11 de septiembre y su incidencia en el ejercicio de los derechos fundamentales" (Álvarez Conde, González) Real Instituto Elcano

- "Transgresión legal de los derechos humanos." (Xabier Irujo, DEIA)

- "Delincuencia Terrorista y Audiencia Nacional" (Esteban Mestre Delgado).

- Los derechos civiles y políticos, en particular las cuestiones relacionadas con la tortura y la detención. Informe del Relator Especial sobre la cuestión de la tortura, Theo van Boven. Adición: Visita a España. E/CN.4/2004/56/Add.2, 6 de febrero de 2004, párrafo. 34.

- Amnistía Internacional.-

- Denuncia presentada por D. Miguel Miravet, en nombre y representación de la "Union Progresista de Fiscales de España" (UPFE) en el caso contra la dictadura chilena de Augusto Pinochet (1996).

- Comité contra la Tortura de la ONU, Conclusiones y recomendaciones del Comité contra la Tortura: España. 23/12/2002, CAT/C/CR/29/3, para. 10.

- "Los delitos de terrorismo y la creación de la Audiencia Nacional" (Díaz González)  Archivado el 17 de octubre de 2017 en Wayback Machine.

- Véase por ejemplo, de Jong, Baljet and van den Brink v. The Netherlands (8805/79) [1984] ECHR 5 (22 de mayo de 1984); Brogan and others v. U.K.(11209/84) [1989] ECHR 9 (30 de mayo de 1989). En el primer caso, el Tribunal decretó que los Países Bajos habían violado las disposiciones del artículo 5(3) con respecto a de Jong, Baljet and van den Brink, que habían estado detenidos siete, once y seis días, respectivamente,  sin comparecer ante un juez o funcionario judicial. En el caso de Brogan and others v. U.K., el Tribunal concluyó que se había violado el artículo 5(3) en el caso de cuatro personas detenidos por la policía durante períodos que oscilaron entre los cuatro días y 11 horas y seis días y 16 horas y media sin comparecer ante un juez.

- Informe al gobierno español sobre la visita a España del Comité Europeo para la Prevención de la Tortura y los Tratos o Penas Inhumanos o Degradantes (CPT) del 22 al 26 de julio de 2001. CPT/inf (2003) 22, para. 24. Traducción de HRW.

- El Comité de Derechos Humanos sostuvo que la disposición de la Ley sobre Terrorismo del Reino Unido que permite la detención de sospechosos durante 48 horas sin acceso a un abogado era de “dudosa compatibilidad” con los artículos 9 y 14 del PIDCP. CCPR/CO/73/UK, para. 13 (2001); el Tribunal Europeo de Derechos Humanos declaró asimismo que el artículo 6 del CEDH se aplica incluso en la fase preliminar de una investigación policial. En la sentencia del caso Imbroscia v. Switzerland (13972/88) [1993] ECHR 56 (24 November 1993), el Tribunal declaró: “Ciertamente, el principal propósito del artículo 6 en cuanto a causas criminales es garantizar un juicio justo por un ‘tribunal’ competente para determinar cualquier cargo penal, pero esto no conlleva que el artículo 6 no sea aplicable a las diligencias previas al juicio”. Y añadió que las disposiciones del artículo 6(3), lo que incluye el derecho a asistencia letrada, “pueden ser relevantes antes de someter un caso a juicio, si y en la medida en que el incumplimiento de éstas pueda perjudicar gravemente la imparcialidad de un juicio”. ECHR, Series A, No. 275, para. 36. Traducción de HRW.

- Principios Básicos sobre la Función de los Abogados, aprobados por el Octavo Congreso de las Naciones Unidas sobre Prevención del Delito y Tratamiento del Delincuente, celebrado en La Habana (Cuba) del 27 de agosto al 7 de septiembre de 1990, U.N. Doc. A/CONF.144/28/Rev.1 at 118 (1990), Número 8.

- Cándido Conde Pumpido. “Modelo español de la lucha antiterrorista”.

- Sentencia del Tribunal Constitucional 196/87, dictada el 11 de diciembre de 1987. Disponible en  (consultado el 12 de septiembre de 2004)

- Asociación Libre de Abogados (ALA), Informe de la Comisión de Defensa de la Defensa de la Asociación Libre de Abogados (ALA) en relación con la “Respuesta del gobierno español al informe del Comité Europeo para la Prevención de la Tortura y Tratos o Penas Inhumanos o Degradantes (C.P.T)” sobre su visita a España del 22 al 26 de julio de 2001, p. 6.

- Los derechos civiles y políticos, en particular las cuestiones relacionadas con la tortura y la detención. Informe del Relator Especial sobre la cuestión de la tortura, Theo van Boven. E/CN.4/2004/56/Add.2, 6 de febrero de 2004.

- Conjunto de Principios para la protección de todas las personas sometidas a cualquier forma de detención o prisión. Aprobados mediante la resolución 43/173 de la Asamblea General ONU del 9 de diciembre de 1988, Principio 14.